# فينيلاند (نيوجيرسي)
فينيلاند (بالإنجليزية: Vineland city, New Jersey)‏ هي مدينة تقع بولاية نيوجيرسي في الولايات المتحدة. تبلغ مساحتها 178.68 كم2، وترتفع عن سطح البحر 29.8704 م، بلغ عدد سكانها 60,724 نسمة في عام 2010 حسب إحصاء مكتب تعداد الولايات المتحدة وتصل الكثافة السكانية فيها 339.8 نسمة لكل كيلومتر مربع (880.1/ميل2).

## التركيبة السكانية
حدّد مكتب تعداد الولايات المتحدة بيانات التركيبة السكانية لفينيلاند في تعداد الولايات المتحدة. في ما يلي، التركيبة السكانية حسب تعدادي 2000 و2010.

### تعداد عام 2000
بلغ عدد سكان فينيلاند 56,271 نسمة بحسب تعداد عام 2000، وبلغ عدد الأسر 19,930 أسرة وعدد العائلات 14,201 عائلة مقيمة في المدينة. في حين سجلت الكثافة السكانية 314.9 نسمة لكل كيلومتر مربع (815.6/ميل2). وبلغ عدد الوحدات السكنية 20,958 وحدة بمتوسط كثافة قدره 117.3 لكل كيلومتر مربع (303.8/ميل2).
وتوزع التركيب العرقي للمدينة بنسبة 67.47% من البيض و13.62% من الأمريكيين الأفارقة و0.54% من الأمريكيين الأصليين و1.16% من الأمريكيين ذوي الأصول الآسيوية و0.08% من سكان جزر المحيط الهادئ و14.01% من الأعراق الأخرى و3.13% من عرقين مختلطين أو أكثر و30% من الهسبانيون أو اللاتينيون من أي عرق.
بلغ عدد الأسر 19,930 أسرة كانت نسبة 38.6% منها لديها أطفال تحت سن الثامنة عشر تعيش معهم، وبلغت نسبة الأزواج القاطنين مع بعضهم البعض 48.8% من أصل المجموع الكلي للأسر، ونسبة 16.8% من الأسر كان لديها معيلات من الإناث دون وجود شريك، بينما كانت نسبة 5.6% من الأسر لديها معيلون من الذكور دون وجود شريكة وكانت نسبة 28.7% من غير العائلات. تألفت نسبة 23.7% من أصل جميع الأسر من عدة أفراد يعيشون في نفس المنزل ونسبة 11.2% كانت تتألف من شخص يعيش بمفرده يبلغ من العمر 65 عاماً أو أكثر. وبلغ متوسط حجم الأسرة المعيشية 2.70، أما متوسط حجم العائلات فبلغ 3.17.
بلغ العمر الوسطي للسكان 36.5 عاماً. وكانت نسبة 25.5% من القاطنين تحت سن الثامنة عشر، وكانت نسبة 8.1% بين الثامنة عشر والرابعة والعشرين عاماً، ونسبة 27.5% كانت واقعةً في الفئة العمرية ما بين الخامسة والعشرين والرابعة والأربعين عاماً، ونسبة 21.8% كانت ما بين الخامسة والأربعين والرابعة والستين، ونسبة 12.8% كانت ضمن فئة الخامسة والستين عاماً فما فوق. يوجد لكل 100 أنثى 93.2 ذكر، ويوجد لكل 100 أنثى في الثامنة عشر من عمرها فما فوق 88.2 ذكر.
بلغ متوسط دخل الأسرة في المدينة 40,076 دولارًا، أما متوسط دخل العائلة فبلغ 47,909 دولارًا. وكان متوسط دخل الذكور 35,195 دولارًا مقابل 25,518 دولارًا للإناث. وسجل دخل الفرد الخاص بالمدينة 18,797 دولارًا. وكانت نسبة 9.8% من العائلات ونسبة 13.8% من السكان تحت خط الفقر، وكان من هؤلاء نسبة 18.3% تحت سن الثامنة عشر ونسبة 13.8% في الخامسة والستين من العمر وما فوق.

### تعداد عام 2010
بلغ عدد سكان فينيلاند 60,724 نسمة بحسب تعداد عام 2010، وبلغ عدد الأسر 21,450 أسرة وعدد العائلات 15,228 عائلة مقيمة في المدينة. في حين سجلت الكثافة السكانية 339.8 نسمة لكل كيلومتر مربع (880.1/ميل2). وبلغ عدد الوحدات السكنية 22,661 وحدة بمتوسط كثافة قدره 126.8 لكل كيلومتر مربع (328.4/ميل2).
وتوزع التركيب العرقي للمدينة بنسبة 67.03% من البيض و14.16% من الأمريكيين الأفارقة و0.67% من الأمريكيين الأصليين و1.71% من الأمريكيين ذوي الأصول الآسيوية و0.04% من سكان جزر المحيط الهادئ و12.91% من الأعراق الأخرى و3.48% من عرقين مختلطين أو أكثر و38.03% من الهسبانيون أو اللاتينيون من أي عرق.
بلغ عدد الأسر 21,450 أسرة كانت نسبة 36.7% منها لديها أطفال تحت سن الثامنة عشر تعيش معهم، وبلغت نسبة الأزواج القاطنين مع بعضهم البعض 46.2% من أصل المجموع الكلي للأسر، ونسبة 18.2% من الأسر كان لديها معيلات من الإناث دون وجود شريك، بينما كانت نسبة 6.6% من الأسر لديها معيلون من الذكور دون وجود شريكة وكانت نسبة 29% من غير العائلات. تألفت نسبة 23.3% من أصل جميع الأسر من عدة أفراد يعيشون في نفس المنزل ونسبة 10.8% كانت تتألف من شخص يعيش بمفرده يبلغ من العمر 65 عاماً أو أكثر. وبلغ متوسط حجم الأسرة المعيشية 2.76، أما متوسط حجم العائلات فبلغ 3.23.
بلغ العمر الوسطي للسكان 37.7 عاماً. وكانت نسبة 24.5% من القاطنين تحت سن الثامنة عشر، وكانت نسبة 9.4% بين الثامنة عشر والرابعة والعشرين عاماً، ونسبة 26.2% كانت واقعةً في الفئة العمرية ما بين الخامسة والعشرين والرابعة والأربعين عاماً، ونسبة 26% كانت ما بين الخامسة والأربعين والرابعة والستين، ونسبة 13.9% كانت ضمن فئة الخامسة والستين عاماً فما فوق. وتوزع التركيب الجنسي للسكان بنسبة 48% ذكور و52% إناث.

## وصلات خارجية
- الموقع الرسمي